# 杜季祥
杜季祥（Darren Do，1995年3月17日—），台灣網路模特，被長輩視為桌球天才從小接受桌球訓練，中學時期即成為桌球青少年國手。2013年與年紀僅11歲繼承桌球神童稱號的林昀儒對決，深感世代傳承，之後轉職教練培育後進，桌球排名止步於青少年前15強。2016年3月榮獲男模時代網路票選第一名男模。2016年4月被網路籲為台灣十大性感男模之三。2016年加入海王天璽文化傳媒股份有限公司成為許維恩師弟。

## 演出作品

### 電視劇
| 年份 | 頻道       | 名稱                 | 角色      |
| 2016 | PPTV       | 我喜歡你，你知道嗎？ | 配角      |
| 2016 | 三立都會台 | 飛魚高校生           | 配角 雷龍 |
| 2017 | 三立都會台 | 已讀不回的戀人       | 配角 大賀 |
| 2018 | 酷瞧       | N世代                | 主角 柏林 |
| 2020 | 三立都會台 | 我的青春沒在怕       | Jeff      |

### 電影
| 年份 | 名稱              | 角色           |
| 2016 | 恐怖的中身        | 2016年11月開拍 |
| 2017 | 天使曾經來過      |                |
| 2018 | 王牌教師 麻辣出擊 | 男二號 阿傑    |
| 2018 | 乘風              | 男二號 陳愛倫  |

### 短片/微電影
| 年份 | 名稱             | 角色 |
| 2017 | 新北市觀光宣導片 |      |

## 平面拍攝
- 2016Converse Converse球鞋
- 2016年〈VM質男幫〉
- 2016 <Body Design健身誌>
- 2017<Caco Navy服裝拍攝>

## 廣告/代言
- 2017年〈輕時代-洗衣片〉

## MV演出
- 2016年 許嵩〈雅俗共賞〉

## 運動資歷
- 桌球青少年國手[6]
- 全中運桌球團體第三名(4次)
- 全中運桌球單打第4名
- 全中運桌球雙打第5名
- 桌球自由盃團體第2名
- 桌球蝴蝶杯甲組單打第三名
- 台北市教育盃團體冠軍

## 外部連結
- 杜季祥darren的Facebook專頁
- 杜季祥darren的新浪微博
- 杜季祥的Instagram帳戶